# Municipio de Las Vigas de Ramírez
El municipio de Las Vigas de Ramírez  se encuentra localizado en el estado mexicano de Veracruz, es uno de los 212 municipios de la entidad y tiene su ubicación en la zona centro del estado, es un municipio de la región capital. Su cabecera es la población de Las Vigas de Ramírez.

## Geografía
El municipio de Las Vigas de Ramírez se encuentra localizado en las zona centro del estado de Veracruz, también conocida como región de las Grandes Montañas. Tiene una extensión territorial de 100.088 kilómetros cuadrados y sus coordenadas geográficas extremas son 19° 33' - 19° 41' de latitud norte y 97° 02' - 97° 10' de longitud oeste. Su altitud fluctúa entre 3 140 y 1 700 metros sobre el nivel del mar.
Limita al norte con el municipio de Tatatila, al noreste con el municipio de Tlacolulan, al sureste con el municipio de Acajete, al suroeste con el municipio de Perote y al noroeste con el municipio de Villa Aldama y el municipio de Las Minas.

### Clima
El clima de este municipio es templado-húmedo, con una temperatura de 18 °C, las lluvias más abundantes son en la época de verano y a principios del otoño, diminuyendo su intensidad en el invierno.

## Demografía
De acuerdo al Censo de Población y Vivienda, realizado en 2010 por el Instituto Nacional de Estadística y Geografía, el municipio posee una población de 17 958 habitantes, de los que 8 889 son hombres y 9 069 son mujeres.

### Localidades
El municipio tiene un total de 47 localidades. Las principales localidades y su población en 2010 son las siguientes:
| Localidad            | Población |
| Total Municipio      | 17 958    |
| Las Vigas de Ramírez | 9 684     |
| Barrio de San Miguel | 1 323     |
| El Paisano           | 913       |
| El Llanillo Redondo  | 804       |
| Toxtlacoaya          | 583       |
| Tejerías             | 162       |

## Política

### Representación legislativa
Para la elección de diputados locales al Congreso de Veracruz y de diputados federales a la Cámara de Diputados federal, el municipio de Las Vigas de Ramírez se encuentra integrado en los siguientes distritos electorales:
Local:
- Distrito electoral local de 9 de Veracruz con cabecera en Perote.[4]

Federal:
- Distrito electoral federal 9 de Veracruz con cabecera en Coatepec.[5]